# Леон Нємчик
Лео́н Стані́слав Нє́мчик (пол. Leon Stanisław Niemczyk; *15 грудня 1923, Варшава — †29 листопада 2006, Лодзь) — один із найвидатніших польських акторів театру та кіно.
Українському глядачу відомий роллю у польсько-радянському фільмі «Академія пана Ляпки».

## Біографія
У часи Другої світової війни майбутній актор брав активну участь у діяльності Руху Опору. Служив у 444 батальйоні Третьої армії США генерала Джорджа Паттона. Після закінчення Другої світової війни він якийсь час служив в американському секторі окупованої Німеччини, потім повернувся до Польщі. При спробі утекти з країни його заарештували, потрапив у в'язницю. Нємчик був відомий як критик комуністичного режиму, що, на думку його колег, закрило йому дорогу до великих ролей.
У післявоєнний час працював у Пересувному театрі музичної комедії (Objazdowy Teatr Komedii Muzycznej) у Варшаві (1948). Акторську освіту здобув Державній вищій акторській школі (нині Театральна академія ім. Александра Зельверовича) у Варшаві, де у 1952-му році склав випускні іспити.
У послужному списку артиста гра у таких театрах: Театр «Узбережжя» (Teatr Wybrzeże) у Ґданську — 1949 р., з 1950-го три роки виступав у Театрі Поморської землі (Teatr Ziemi Pomorskiej) у Бидґощі та у період між 1953—1979 у Загальному театрі (Teatr Powszechny) Лодзя. З 1979 року зосередився більше на роботі у кіно.

### Кінокар'єра
Леон Нємчик був дуже продуктивним актором. За приблизно 50 років роботи у кіно зіграв більш ніж у 400 польських фільмах та 150 фільмах німецького, французького, чехословацького, югославського виробництва. Найвідомішими кінороботами актора є «Потяг (інша назва „Загадковий пасажир“)» режисера Єжи Кавалеровича, одна з головних ролей у номінованому на Оскар фільмі «Ніж у воді» Романа Полянського, досить відомий у радянські часи фільм «Хрестоносці» та «Рукопис, знайдений у Сарагосі». Розглядав усі пропозиції на гру та не цурався навіть епізодичних ролей.
Леон Нємчик залишив помітний слід у німецькому кінематографі. Актор був тісно пов'язаний з кіностудією ДЕФА (Deutsche Film-Aktiengesellschaft) у НДР, зігравши у понад 100 фільмах.
У 1998 році актор удостоївся власної зірки на «Алеї зірок» у м. Лодзь.
Одна з останніх робіт Нємчика в кіно — епізод у фільмі «Внутрішня імперія» («Inland Empire») Девіда Лінча. Під час роботи над цією картиною актор дізнався про смертельний діагноз — рак легенів.

### Сім'я
Був братом Людвіга (солдат Армії Крайової) та Вацлава Нємчиків, дядьком краківського письменника і художника Кшиштофа Нємчика та акторки Моніки Нємчик. Двічі був одружений, від першого шлюбу є донька Моніка.

## Фільмографія
| Рік       |   | Українська назва                               | Оригінальна назва                             | Роль                                       |
| --------- | - | ---------------------------------------------- | --------------------------------------------- | ------------------------------------------ |
| 1953      | ф | Целюлоза                                       | Celuloza                                      | майор Ступош                               |
| 1955      | ф | Чарівний велосипед                             | Zaczarowany rower                             | лікар                                      |
| 1955      | ф | Три старти                                     | Trzy starty                                   | фоторепортер                               |
| 1955      | ф | Справа пілота Мареша                           | Sprawa pilota Maresza                         | Суровец                                    |
| 1955      | ф | Годинники надії                                | Godziny nadziei                               | американський офіцер                       |
| 1956      | ф | Никодим Дизма                                  | Nikodem Dyzma                                 | перекладач містера Кокса                   |
| 1956      | ф | Людина на рейках                               | Człowiek na torze                             | пасажир (епізод)                           |
| 1957      | ф | Зустрічі                                       | Spotkania                                     | англійський офіцер                         |
| 1957      | ф | Король Матіуш I                                | Król Maciuś I                                 | посол Сумного короля                       |
| 1957      | ф | Ероїка                                         | Eroica. Symfonia bohaterska w dwóch częściach | Іштван Коля                                |
| 1958      | ф | Зателефонуйте моїй дружині / Що скаже дружина? | Zadzwońcie do mojej żony / Co řekne žena?     | солдат                                     |
| 1958      | ф | Восьмий день тижня                             | 8 dzień tygodnia                              | Цяпуш                                      |
| 1958      | ф | Калоші щастя                                   | Kalosze szczęścia                             | фальшивий американець в Римі               |
| 1958      | ф | База мертвих людей                             | Baza ludzi umarłych                           | «Дев'ятка»                                 |
| 1959      | ф | Сигнали                                        | Sygnały                                       | організатор нападу                         |
| 1959      | ф | Поїзд                                          | Pociąg                                        | Єжи                                        |
| 1960      | ф | Скляна гора                                    | Szklana góra                                  | хірург Ярек                                |
| 1960      | ф | Щасливчик Антоні                               | Szczęściarz Antoni                            | адвокат Сатурній Потапович                 |
| 1960      | ф | Хрестоносці                                    | Krzyżacy                                      | Фульк де Лорш                              |
| 1961      | ф | Сержант Калень                                 | Ogniomistrz Kaleń                             | Сашко «Бір»                                |
| 1961      | ф | Сьогодні вночі загине місто                    | Dziś w nocy umrze miasto                      | полонений                                  |
| 1961      | ф | Візит президента                               | Odwiedziny prezydenta                         | Вітольд, батько Яцека / президент          |
| 1961      | ф | Ніж у воді                                     | Nóż w wodzie                                  | Анджей                                     |
| 1962      | ф | На білому шляху                                | Na białym szlaku                              | Сікора                                     |
| 1962      | ф | Мандрін, благородний розбійник                 | Mandrin, bandit gentilhomme                   | Гранвіль                                   |
| 1963      | ф | Чесні гріхи                                    | Zacne grzechy                                 | монах                                      |
| 1963      | ф | Щоденник пані Ганки                            | Pamiętnik pani Hanki                          | граф Тото                                  |
| 1963      | ф | Йокмок                                         | Yokmok                                        | організатор перекидань                     |
| 1963      | ф | Їх будній день                                 | Ich dzień powszedni                           | лікар                                      |
| 1964      | ф | Особливі прикмети                              | Rysopis                                       | лектор                                     |
| 1964      | ф | Агнешка 46                                     | Agnieszka 46                                  | староста Зенон Балч                        |
| 1964      | ф | Дівчина у віконці                              | Panienka z okienka                            | обвинувач у гданському суді                |
| 1964      | ф | Рукопис, знайдений у Сарагосі                  | Rękopis znaleziony w Saragossie               | Дон Авадоро                                |
| 1965      | ф | Перший павільйон                               | Pierwszy pawilon                              | президент                                  |
| 1965      | ф | Вальковер                                      | Walkower                                      | міліціонер                                 |
| 1965      | ф | Спосіб жити                                    | Sposób bycia                                  | Владек Гурни                               |
| 1965      | ф | Катастрофа                                     | Katastrofa (film 1965)                        | прокурор                                   |
| 1965      | ф | Завтра Мексика                                 | Jutro Meksyk                                  | суддя і спортивний діяч                    |
| 1965      | с | Капітан Сова йде по сліду                      | Kapitan Sowa na tropie                        | Кшиштоф Малецький                          |
| 1966      | ф | Бич Божий                                      | Bicz Boży                                     | меценат Глембішевскій                      |
| 1966      | ф | Повний вперед                                  | Cała naprzód                                  | власник гарему                             |
| 1966      | ф | Худий і інші                                   | Chudy i inni                                  | журналіст                                  |
| 1966      | ф | Дон Габріель                                   | Don Gabriel                                   | офіцер Леукамер                            |
| 1966      | ф | Повернення на землю                            | Powrót na ziemię                              | лікар                                      |
| 1966      | ф | Зішестя в пекло                                | Zejście do piekła                             | Харрісон                                   |
| 1967      | ф | Венера з Илля                                  | Wenus z Ille                                  | арагонец                                   |
| 1967      | ф | Жахливе ложе                                   | Przeraźliwe łoże                              | Міллві                                     |
| 1967      | ф | Комедія помилок                                | Komedia z pomyłek                             | Стівенсон                                  |
| 1967      | ф | Шлюбний посібник                               | Poradnik matrymonialny                        | бармен                                     |
| 1967      | ф | Лускунчик                                      | Dziadek do orzechów                           | Ян, батько Марині і Фріцека                |
| 1967      | ф | Отелло з М-2                                   | Otello z M-2                                  | адвокат                                    |
| 1967      | ф | Замерзлі блискавки                             | Die gefrorenen Blitze                         | Штефан                                     |
| 1967      | ф | Рухомі піски                                   | Ruchome piaski                                | чоловік, що лається з Анкою                |
| 1968      | ф | Графиня Коссель                                | Hrabina Cosel                                 | граф Лешерен                               |
| 1968      | с | Ставка більша за життя                         | Stawka większa niż życie                      | Ріолетто / голос Болдта                    |
| 1969      | ф | Дорожні знаки                                  | Znaki na drodze                               | Паславський                                |
| 1969      | ф | Час жити                                       | Zeit zu leben                                 | інженер Лоренц Регер                       |
| 1969      | ф | Підозрюється доктор Рот                        | Verdacht auf einen Toten                      | доктор Рот                                 |
| 1969      | ф | Сусіди                                         | Sąsiedzi                                      | комендант                                  |
| 1969      | с | Рандеву з невідомим                            | Rendezvous mit unbekannt                      | офіцер СБ                                  |
| 1969      | с | Чотири танкісти і пес                          | Czterej pancerni i pies                       | голос гестапівця                           |
| 1970      | ф | Вервиці з граната                              | Różaniec z granatów                           | іспанський офіцер                          |
| 1970      | ф | Слідуйте за зіркою                             | Folge einem Stern                             | Вендорф                                    |
| 1970      | ф | З нашого часу                                  | Aus unserer Zeit                              | Саша Пронін                                |
| 1970      | ф | У гонитві за Адамом                            | Pogoń za Adamem                               | інженер-емігрант Бабецкій                  |
| 1970      | ф | Рай на Землі                                   | Raj na ziemi                                  | Ціолковський                               |
| 1970      | ф | Обличчя ангела                                 | Twarz anioła                                  | німецький офіцер                           |
| 1971      | ф | Убийте чорну вівцю                             | Zabijcie czarną owcę                          | інженер Карбонеро                          |
| 1971      | ф | Вікторина, або Пан із Бове?                    | Wiktoryna, czyli czy pan pochodzi z Beauvais? | дипломат Міхал                             |
| 1971      | ф | Щасливої дороги, улюблений                     | Szerokiej drogi, kochanie                     | господар автосервісу                       |
| 1971      | ф | Дивний поєдинок                                | Stranen dvuboy                                | Роберт Х'юстон                             |
| 1971      | ф | Пігмаліон XII                                  | Pigmalion XII                                 | Брук                                       |
| 1971      | ф | Освідчення в коханні до Г. Т.                  | Liebeserklärung an G.T.                       | чоловік                                    |
| 1971      | ф | Заняття                                        | Lekce                                         | Роберт                                     |
| 1971      | ф | Червона капела                                 | KLK an PTX — Die Rote Kapelle                 | Вінсент Дуглас                             |
| 1971      | ф | П'ять з половиною блідого Юзека                | Pięć i pół bladego Józka                      | товариш Чекала                             |
| 1972      | ф | Він - Вона - Воно                              | Er-Sie-Es                                     | Харальд                                    |
| 1972      | ф | Вітер мандрів                                  | Вятърът на пътешествията                      |                                            |
| 1972      | ф | Текумзе                                        | Tecumseh                                      | суддя Маккей                               |
| 1972      | ф | Скарб трьох злодіїв                            | Skarb trzech łotrów                           | адміністратор                              |
| 1972      | ф | Цвіт папороті                                  | Kwiat paproci                                 | Нюнек                                      |
| 1972      | ф | Коперник                                       | Kopernik                                      | дон Алонсо                                 |
| 1972      | ф | Ключі                                          | Schlüssel, Die                                | Павлик                                     |
| 1972      | с | Mrtwyc se zawrszta                             | Mrtwyc se zawrszta                            |                                            |
| 1973      | ф | Апачі                                          | Apachen                                       | Рамон                                      |
| 1973      | ф | Крізь п'ятий вимір                             | Poprzez piąty wymiar                          | людина з майбутнього                       |
| 1973      | ф | Прийом на десять осіб плюс ще три              | Przyjęcie na dziesięć osób plus trzy          | П'ятниця                                   |
| 1973      | с | Кінець сезону                                  | Spätsaison                                    | доктор Веллер                              |
| 1973—1979 | с | Невидима камера                                | Niewidzialna kamera                           |                                            |
| 1974      | ф | Потоп                                          | Potop                                         | Карл Х Густав                              |
| 1974      | ф | Віза на Окантрос                               | Visa für Ocantros                             | полковник Скіндара                         |
| 1974      | ф | Пам'ятай ім'я своє                             | Zapamiętaj imię swoje                         | капітан Піотровський                       |
| 1974      | ф | Винні тумани / Під грушею                      | Unterm Birnbaum                               | Шульські                                   |
| 1974      | ф | Історія мертвої людини                         | Prípad mrtvého muze                           | польський криміналіст                      |
| 1974      | ф | Щаслива зірка Януша                            | Mein blauer Vogel fliegt                      | дядько Мар'ян                              |
| 1974      | с | Скільки того життя                             | Ile jest życia                                | Закревський                                |
| 1975      | ф | Золоті роки                                    | Golden zeit                                   |                                            |
| 1975      | ф | Нечестива Софія                                | Die Unheilige Sophia                          |                                            |
| 1975      | ф | Чорний млин                                    | Die schwarze Mühle                            | німецький офіцер                           |
| 1975      | ф | Сюзі, мила Сюзі                                | Suse, liebe Suse                              | секретар                                   |
| 1975      | ф | Таємниця фьорда                                | Ratsel des fjord                              | доктор                                     |
| 1975      | ф | Її повернення                                  | Jej powrót                                    | промисловець                               |
| 1975      | ф | Казимир Великий                                | Kazimierz Wielki                              | король Угорщини Кароль Роберт              |
| 1975      | с | Телефон поліції - 110                          | Polizeiruf 110                                | Пол Пецольд                                |
| 1976      | ф | Бетховен. Дні життя                            | Beethoven — Tage aus einem Leben              | князь Андрій Розумовський, друг Бетховена  |
| 1976      | ф | У пилу зірок                                   | Im Staub der Sterne                           | аналітик Тоб                               |
| 1976      | ф | Тріні                                          | Trini                                         | граф Аріола                                |
| 1976      | ф | Карино                                         | Karino                                        | тренер Яблецкі                             |
| 1976      | ф | Нескінченні озера                              | Bezkresne łąki                                | Даніель, друг Марти                        |
| 1976      | ф | Пароль                                         | Hasło                                         | господар продуктового магазину             |
| 1976—1977 | с | Сорокарічний                                   | Czterdziestolatek                             | Малкевич                                   |
| 1977      | ф | Антон-чарівник                                 | Anton der Zauberer                            | Макс Кеттлер                               |
| 1977      | ф | Поза законом                                   | Poza układem                                  | Пачко                                      |
| 1977      | ф | Говіння                                        | Rekolekcje                                    | професор                                   |
| 1977      | ф | Палас-готель                                   | Palace Hotel                                  | г-н Лакост                                 |
| 1977      | ф | Мільйонер                                      | Milioner                                      | таксист                                    |
| 1977      | с | Лялька                                         | Lalka                                         | адвокат Ленського                          |
| 1977      | с | Знак орла                                      | Znak orła                                     | командор хрестоносців                      |
| 1978      | ф | Коти - це пройдисвіти                          | Koty to dranie                                | альфонс на базарі                          |
| 1978      | ф | Весілля не буде                                | Wesela nie będzie                             | ординатор                                  |
| 1978      | ф | Северіно                                       | Severino                                      | командир                                   |
| 1978      | ф | Я хочу вас бачити                              | Ich will auch sehen                           | командир                                   |
| 1978      | ф | Брат ката                                      | Des Henkers Bruder                            | торговець                                  |
| 1978      | ф | Ахіллесова п'ята                               | Achillesferse                                 |                                            |
| 1978      | с | Життя, повне ризику                            | Życie na gorąco                               | Даріо Лукаш                                |
| 1978      | с | Небезпечне полювання                           | Gefährliche Fahndung                          |                                            |
| 1978      | с | Флер Лафонтен                                  | Fleur Lafontaine                              |                                            |
| 1979      | ф | Контрабандисти Райгруду                        | Die Schmuggler von Rajgorod                   | Вальдемар Дресслер                         |
| 1979      | ф | Планктон, або Чудо адаптації                   | Plankton oder das Wunder der Anpassung        |                                            |
| 1979      | ф | Викрадення «Савойї»                            | Похищение «Савойи»                            | німецький офіцер                           |
| 1979      | ф | Форпост                                        | Placówka                                      | алкоголік                                  |
| 1979      | ф | Батько королеви                                | Ojciec królowej                               | барон фон Вальдцуг                         |
| 1979      | ф | Ранкові зірки                                  | Gwiazdy poranne                               | староста                                   |
| 1979      | ф | Вишні                                          | Wiśnie                                        | диктор                                     |
| 1979      | ф | За власним бажанням                            | Na własną prośbę                              | Єжи                                        |
| 1979      | ф | Сіре дихання дракона                           | Des Drachens grauer Atem                      | професор Лео Вілкерс                       |
| 1979      | с | Господар Чортової                              | Gazda z Diabelnej                             | грабіжник                                  |
| 1979      | с | Невидимий приціл                               | Das unsichtbare Visier                        | доктор Кеніг                               |
| 1979      | с | Будденброки                                    | Buddenbrooks                                  | депутат                                    |
| 1980      | ф | Лауреат                                        | Laureat                                       | дядько Альбін                              |
| 1980      | ф | Анамнез                                        | Anamnese                                      |                                            |
| 1980      | ф | Вільний стрілець (фільм, 1981)                 | Wolny strzelec                                |                                            |
| 1980      | ф | Мета                                           | Die zielen                                    |                                            |
| 1980      | ф | Чутливі місця                                  | Czułe miejsca                                 | міністр                                    |
| 1980      | ф | Демократи                                      | Demokrati                                     | Петрович                                   |
| 1980      | ф | Краб і Іоанна                                  | Krab i Joanna                                 | Цезарі                                     |
| 1980      | ф | Карл Маркс. Молоді роки                        | Карл Маркс. Молодые годы                      | епізод                                     |
| 1980      | ф | Якщо б'ється твоє серце                        | Jeśli serce masz bijące                       | офіцер                                     |
| 1980      | ф | Млин Левіна                                    | Levins Mühle                                  | Корінт                                     |
| 1980      | ф | Смертний вирок                                 | Wyrok śmierci                                 | майор                                      |
| 1980      | с | Архів смерті                                   | Archiv des Todes                              | Янек                                       |
| 1981      | ф | Французький період                             | Aus der Franzosenzeit                         | Мюллер Вос                                 |
| 1981      | ф | Два рядки дрібним шрифтом                      | Zwei Zeilen, kleingedruckt                    | революціонер                               |
| 1981      | ф | Швидка їде                                     | Pogotowie przyjedzie                          | батько                                     |
| 1981      | ф | Великий забіг                                  | Wielki bieg                                   | голова, організатор забігу                 |
| 1981      | ф | Він, Вона, вони                                | On, ona, oni                                  | заступник директора                        |
| 1981      | ф | "Анна" і вампір                                | «Anna» i wampir                               | майор Добія                                |
| 1981      | ф | Загадка колонії утікачів                       | Die Kolonie                                   | Хансен                                     |
| 1981      | ф | Ва-банк                                        | Vabank                                        | ювелір                                     |
| 1981      | ф | Околиці спокійного моря                        | Okolice spokojnego morza                      | Баранскі                                   |
| 1981      | с | Біле танго                                     | Białe tango                                   | Єжи                                        |
| 1982      | ф | Мені легко                                     | Jest mi lekko                                 | доцент                                     |
| 1982      | ф | Луч                                            | Promień                                       |                                            |
| 1982      | ф | У пастці                                       | Wyłap                                         | догхантер / професор Казіо                 |
| 1982      | ф | Довгий шлях до школи                           | Der lange Ritt zur Schule                     | Люте Біле Обличчя                          |
| 1982      | ф | Принц за сімома морями                         | Der Prinz hinter den sieben Meeren            | батько Констанції                          |
| 1982      | ф | Ігри та забави                                 | Gry i zabawy                                  | Станіслав, батько Дарека                   |
| 1982      | ф | Відплата                                       | Odwet                                         | інженер Мідронь                            |
| 1982      | ф | Проклята земля                                 | Przeklęta ziemia                              | декан                                      |
| 1982      | ф | Великий Шу                                     | Wielki Szu                                    | Стефан Мікун                               |
| 1982      | ф | Вовчиця                                        | Wilczyca                                      | Граф Віктор Сморавіньскій                  |
| 1982      | с | Життя Каміля Куранта                           | Życie Kamila Kuranta                          | Джуліан                                    |
| 1982      | с | Месник, рятівник і шабля                       | Rächer, Retter & Rapiere                      |                                            |
| 1982      | с | Попільна середа                                | Popielec                                      | уповноважений                              |
| 1982      | с | Готель Полан і його постояльці                 | Hotel Polan und seine Gäste                   | Земліньскі                                 |
| 1982      | с | Близько, ще ближче                             | Blisko, coraz bliżej                          | Манфред Велінгер                           |
| 1983      | ф | На допомогу Відню                              | Na odsiecz Wiedniowi                          | Йоганн Георг III Веттін, курфюрст Саксонії |
| 1983      | ф | Академія Пана Ляпки                            | Akademia pana Kleksa                          | цирульник Філіп                            |
| 1983      | ф | Форт 13                                        | Fort 13                                       | капітан                                    |
| 1983      | ф | Халтура                                        | Fucha                                         | каменяр                                    |
| 1983      | ф | Кам'яні плити                                  | Kamienne tablice                              | професор                                   |
| 1983      | ф | Клинок проти клинка                            | Ostrze na ostrze                              | Валентин Домбський                         |
| 1983      | ф | Героїчна пастораль                             | Pastorale heroica                             | уповноважений у справах земельної реформи  |
| 1983      | ф | Клеймо                                         | Piętno                                        | військовий прокурор                        |
| 1983      | ф | Планета "Кравець"                              | Planeta krawiec                               | голова народної ради                       |
| 1983      | ф | Кінець самотності ферми Берхоф                 | Zánik samoty Berhof                           | офіцер                                     |
| 1983      | с | Витівки панни Еви                              | Szaleństwa panny Ewy                          | Завіловскі                                 |
| 1984      | ф | Жінки-лікарі                                   | Ärztinnen                                     | польський лікар                            |
| 1984      | ф | Фетиш                                          | Fetysz                                        | міліціонер                                 |
| 1984      | ф | О-бі, о-ба. Кінець цивілізації                 | O-bi, O-ba: Koniec cywilizacji                | «Красунчик»                                |
| 1984      | ф | Контрабандисти                                 | Przemytnicy                                   | поліцейський                               |
| 1984      | ф | Прискорення                                    | Przyspieszenie                                | батько Мацека                              |
| 1984      | ф | Вулична жаровня                                | Smażalnia story                               | районний архітектор                        |
| 1984      | ф | Ультиматум                                     | Ultimatum                                     | комісар Штромайер                          |
| 1984      | ф | Вбити тітоньку                                 | Zabicie ciotki                                | воротар                                    |
| 1984      | ф | Порцеляновий слон                              | Porcelana w składzie słonia                   | людина, що очікує таксі                    |
| 1984      | ф | Нічия                                          | Remis                                         | тренер Вішнюх                              |
| 1984      | с | Лицарі і розбійники                            | Rycerze i rabusie                             | Валентин                                   |
| 1984      | с | Доповів, 07                                    | 07 zgłoś się                                  | директор Скотницький                       |
| 1985      | с | Феміда / серія "Воскресіння"                   | Temida / Powrót po śmierć                     | Ян Бігальскі                               |
| 1985      | ф | Блиск Саксонії і слава Пруссії                 | Sachsens Glanz und Preußens Gloria            | радник Ветцель                             |
| 1985      | ф | Клітка                                         | Klatka                                        |                                            |
| 1985      | ф | Осінь щастя                                    | Jesienią o szczęściu                          | шеф Яна                                    |
| 1985      | ф | Бар'єри                                        | Bariery                                       | журналіст                                  |
| 1985      | ф | Застала мене ніч                               | Zastihla me noc                               |                                            |
| 1985      | ф | Канікули в Амстердамі                          | Wakacje w Amsterdamie                         | Зайкевич                                   |
| 1985      | ф | Сезон полювання на фазанів                     | Sezon na bażanty                              | власник майстерні в Австрії                |
| 1985      | ф | Дитячі сцени з життя провінції                 | Sceny dziecięce z życia prowincji             | Доктор В.                                  |
| 1985      | ф | Подорожі пана Ляпки                            | Podróże pana Kleksa                           | робот Філіп                                |
| 1985      | ф | Вологе тісто                                   | Mokry szmal                                   | директор Токарскі                          |
| 1985      | ф | Менеджер                                       | Menedżer                                      | Новак                                      |
| 1985      | ф | Га, га. Слава героям                           | Ga, ga. Chwala bohaterom                      | шоумен                                     |
| 1985      | ф | Франциска                                      | Franziska                                     | граф Петефі                                |
| 1985      | ф | Боржники смерті                                | Dłużnicy śmierci                              | арештант                                   |
| 1985      | ф | Алабама                                        | Alabama                                       | лікар                                      |
| 1985      | ф | Диявольське щастя                              | Diabelskie szczęście                          | ординатор                                  |
| 1985      | ф | Хрещеник                                       | Chrześniak                                    | консул Вацек                               |
| 1985      | ф | Цісарсько-королівські дезертири                | C.K. Dezerterzy                               | жандарм                                    |
| 1985      | с | Каски і капюшони                               | Przyłbice i kaptury                           | маршалок Фредерік геть Валленрод           |
| 1986      | ф | Два святвечора                                 | Dwie wigilie                                  | президент                                  |
| 1986      | ф | Ведмежатник                                    | Der Bärenhäuter                               |                                            |
| 1986      | ф | Епізод в Західному Берліні                     | Epizod Berlin-West                            | Ніжинський                                 |
| 1986      | ф | Перстень і троянда                             | Pierścień i róża                              | Мрукіозо                                   |
| 1986      | ф | Республіка надії                               | Republika nadziei                             | Йост                                       |
| 1986      | ф | Золота Махмудія                                | Złota Mahmudia                                | капітан Ангел                              |
| 1987      | ф | Полювання на короля Ліра                       | Polowanie na króla Lira                       | актор Бірецький                            |
| 1987      | ф | Бермудський трикутник                          | Trójkąt Bermudzki                             | начальник в'язниці                         |
| 1987      | ф | Маримонтська соната                            | Sonata marymoncka                             | водій                                      |
| 1987      | ф | Відома, як і Сараєво                           | Sławna jak Sarajewo                           | майор                                      |
| 1987      | ф | Особливе завдання                              | Misja specjalna                               | Сміт                                       |
| 1987      | ф | Лук Купідона                                   | Łuk Erosa                                     | Отто фон Павлінскі                         |
| 1987      | ф | Між устами і краєм кубка                       | Między ustami a brzegiem pucharu              | адмірал                                    |
| 1987      | ф | Кінець сезону морозива                         | Koniec sezonu na lody                         | лікар                                      |
| 1987      | ф | Закляття долини змій                           | Klątwa Doliny Węży                            | співробітник у В'єтнамі                    |
| 1987      | с | Беднарський                                    | Na kłopoty… Bednarski                         | Ерліх                                      |
| 1987      | с | Віра - Тяжкий шлях пізнання                    | Vera - Der schwere Weg der Erkenntnis         | генерал Бойман                             |
| 1987      | с | Балада про Янушка                              | Ballada o Januszku                            | доктор Журек                               |
| 1988      | ф | Повернення до Польщі                           | Powrót do Polski                              | генерал Шиммельпфенніг                     |
| 1988      | ф | Нічні сцени                                    | Sceny nocne                                   | барон Німан                                |
| 1988      | ф | Алхімік                                        | Alchemik                                      | Цвінгер                                    |
| 1988      | ф | Близько зустрічі з веселим чортеням            | Bliskie spotkania z wesołym diabłem           | турист                                     |
| 1988      | ф | Зірка Полин                                    | Gwiazda Piołun                                | аптекар                                    |
| 1988      | ф | Корнблюменблау                                 | Kornblumenblau                                | ведучий різдвяної вечірки                  |
| 1988      | ф | Лебедина пісня                                 | Łabędzi śpiew                                 | режисер Рогожинський                       |
| 1988      | ф | Незвичайна подорож Бальтазара Кобера           | Niezwykła podróż Baltazara Kobera             | (голос)                                    |
| 1988      | ф | Громадянин Пищик                               | Obywatel Piszczyk                             | батько Ренати                              |
| 1988      | ф | Пан Ляпка в космосі                            | Pan Kleks w kosmosie                          | португальський чернець                     |
| 1988      | ф | Пан Самоходік і празькі таємниці               | Pan Samochodzik i praskie tajemnice           | Боб Сміт                                   |
| 1988      | ф | Мисливці в преріях Мексики                     | Präriejäger in Mexiko: Geierschnabel          | Пабло Картехеро                            |
| 1988      | с | Хрещені вогнем                                 | Pogranicze w ogniu                            | майор Брукс                                |
| 1988—1991 | с | У лабіринті                                    | W labiryncie                                  | доцент Стопчик                             |
| 1989      | ф | Повернення щуролова                            | Powrót wabiszczura                            | мер                                        |
| 1989      | ф | Останній паром                                 | Ostatni prom                                  | капітан                                    |
| 1989      | ф | Око циклону                                    | Oko cyklonu                                   | англійський офіцер                         |
| 1989      | ф | Консул                                         | Konsul                                        | Бергер                                     |
| 1989      | ф | Гірке кохання                                  | Gorzka miłość                                 | генерал                                    |
| 1989      | ф | Бал на вокзалі в Колючках                      | Bal na dworcu w Koluszkach                    | посол                                      |
| 1989      | с | Війна і спогад                                 | War and Remembrance                           | польський селянин                          |
| 1989      | с | Янка                                           | Janka                                         | підприємець                                |
| 1989      | с | Віддзеркалення                                 | Odbicia                                       | Щесняк                                     |
| 1989      | с | Моджеєвська                                    | Modrzejewska                                  | режисер у Відні                            |
| 1989      | с | Гданськ-39                                     | Gdańsk 39                                     | лейтенант                                  |
| 1990      | ф | Каналья                                        | Kanalia                                       | шеф Верта                                  |
| 1990      | ф | Піггейт                                        | Piggate                                       | Давид Арнольдсон                           |
| 1990      | ф | Повернення вовчиці                             | Powrót wilczycy                               | Цімбальскі                                 |
| 1990      | ф | Сейшели                                        | Seszele                                       | Поземські, клієнт борделя                  |
| 1990      | ф | Вбити в кінці                                  | Zabić na końcu                                | директор банку                             |
| 1990      | с | Наполеон                                       | Napoleon                                      | лорд Кіт                                   |
| 1991      | ф | Польська кухня                                 | Kuchnia polska                                | Ігнасій Фойрайзен                          |
| 1991      | ф | Контрольовані розмови                          | Rozmowy kontrolowane                          | партійний секретар на балу                 |
| 1991      | ф | Сива легенда                                   | Siwa legenda                                  | Алоїз                                      |
| 1991      | с | Удачі, французик!                              | Bonne chance Frenchie                         | директор опери                             |
| 1992      | ф | Дуже по-польськи                               | A very polish practice                        | ксьондз                                    |
| 1992      | ф | Викинуті з життя                               | Zwolnieni z życia                             | директор лікарні                           |
| 1992      | ф | Варшава. Рік 5703                              | Warszawa. Rok 5703                            | офіцер                                     |
| 1992      | ф | Європейська ніч                                | Europejska noc                                |                                            |
| 1992      | ф | Данс                                           | Daens                                         |                                            |
| 1993      | ф | Страшний сон Дзідзюся Гуркевича                | Straszny sen Dzidziusia Górkiewicza           | Іштван Холя                                |
| 1993      | ф | Мисливець. Остання сутичка                     | Łowca. Ostatnie starcie                       | Едвард                                     |
| 1993      | ф | Я стою тут                                     | C'est mon histoire. Tu stoję...               | прокурор Маковець                          |
| 1993      | ф | Розмова з людиною в шафі                       | Rozmowa z człowiekiem z szafy                 | інспектор                                  |
| 1993      | ф | Колос                                          | Koloss                                        | Стефан Боровіц                             |
| 1993      | с | WOW                                            | WOW                                           | епізод                                     |
| 1994      | ф | Польська смерть                                | Polska śmierć                                 | професор Заблоцький                        |
| 1994      | ф | Прощення немає / Кров невинних немовлят        | Beyond Forgiveness / Blood of the Innocent    | польський ксьондз                          |
| 1994      | ф | Стрибок жаби                                   | Żabi skok                                     | Альфред Цінеман                            |
| 1994      | с | Стела Стелларіс                                | Stella Stellaris                              |                                            |
| 1994      | с | Панна з мокрою головою                         | Panna z mokrą głową                           | директор школи                             |
| 1995      | ф | Доктор Ціммельвайс                             | Doktor Semmelweis                             | голова комісії                             |
| 1995      | ф | Історія про майстра Твардовського              | Dzieje mistrza Twardowskiego                  | лялькар Томаш Рейнер                       |
| 1995      | ф | Дерева                                         | Drzewa                                        | професор                                   |
| 1995      | с | Фітнес-клуб                                    | Fitness Club                                  | Трох                                       |
| 1995      | с | Чарівник                                       | Spellbinder                                   | Троп                                       |
| 1995—1998 | с | Матері, дружини і коханки                      | Matki, żony i kochanki                        | Тшебуховскі                                |
| 1996      | ф | Царевич Олексій                                | Царевич Алексей                               | граф Шонбурн                               |
| 1997      | с | Острів на Пташиній вулиці                      | Oen i Fuglegaden                              | Подольскі                                  |
| 1996      | с | Екстрадиція-2                                  | Ekstradycja 2                                 | аукціоніст                                 |
| 1996      | с | Скандал через Басю                             | Awantura o Basię                              |                                            |
| 1997      | ф | Чому кури грошей не клюють                     | Mamo, czy kury potrafią mówić?                | Авідор                                     |
| 1997      | ф | Книга великих бажань                           | Księga wielkich życzeń                        | Завадські, житель пансіонату               |
| 1997      | ф | Пастка                                         | Pułapka                                       | комендант                                  |
| 1997      | ф | Штрих                                          | Sztos                                         | турист Йозеф                               |
| 1998      | ф | Чудові канікули                                | Odlotowe wakacje                              | лікар                                      |
| 1998      | с | Клан                                           | Klan                                          | Хорст Беднорц                              |
| 1999      | с | Я, Малиновський                                | Ja, Malinowski                                | дядько Теофіл                              |
| 1999      | с | Копи                                           | Policjanci                                    | брат Йобкевічевої                          |
| 1999—2000 | с | Прокажена                                      | Trędowata                                     | граф Барські                               |
| 1999—2003 | с | Молодята                                       | Miodowe lata                                  | суперсержант Здобислав Кавалек             |
| 1999—2003 | с | В добрі і в злі                                | Na dobre i na złe                             | Марек Калита                               |
| 1999—2005 | с | Справи Кепських                                | Świat według Kiepskich                        | лікар / актор                              |
| 1999—2006 | с | Златопольські                                  | Złotopolscy                                   | Еміль Гілєвські                            |
| 2000      | ф | Дивлюся на тебе, Марися                        | Patrzę na ciebie, Marysiu                     | ординатор                                  |
| 2000      | ф | Хлопці не плачуть                              | Chłopaki nie płaczą                           | "Король туалетів"                          |
| 2000      | ф | Закохані                                       | Zakochani                                     | ксьондз                                    |
| 2000      | ф | Це ми                                          | To my                                         | директор школи                             |
| 2000      | с | 13-а дільниця-2                                | 13 posterunek 2                               | бізнесмен                                  |
| 2000      | с | Сонячний спис                                  | Słoneczna włócznia                            | доктор Хаусман                             |
| 2000      | с | Местечко                                       | Miasteczko                                    | колега Костка                              |
| 2001      | ф | Рапорт                                         | Raport                                        | професор                                   |
| 2001      | ф | Переддень весни                                | Przedwiośnie                                  | декан Фішер                                |
| 2001      | ф | Ранок койота                                   | Poranek kojota                                | сенатор Станіслав Полак                    |
| 2001      | ф | Любовні листи                                  | Listy miłosne                                 | власник гостьового будинку                 |
| 2002      | ф | Всі святі                                      | Wszyscy święci                                | Міхал                                      |
| 2002      | ф | Формула Ейнштейна                              | E=mc²                                         | професор                                   |
| 2002      | с | Король околиць                                 | Król przedmieścia                             | сенатор Полак                              |
| 2002      | с | Туз                                            | As                                            | видавець                                   |
| 2003      | ф | Ненаситність                                   | Nienasycenie                                  | чоловік княжни Ірини                       |
| 2003      | ф | Король Убю                                     | Ubu Król                                      | посол                                      |
| 2003      | с | Мешканці (серіал)                              | Lokatorzy                                     | Антоній Богацький                          |
| 2003      | с | Хвиля злочинності                              | Fala zbrodni                                  | таксист                                    |
| 2003      | с | Порок                                          | Defekt                                        | постоялець будинку престарілих             |
| 2004      | с | Мешканці (серіал)                              | Lokatorzy                                     | Ян Павліцкі                                |
| 2004      | с | Стасійка                                       | Stacyjka                                      | Нобелівський лауреат Вольфганг А. Марецька |
| 2004—2006 | с | Перше кохання                                  | Pierwsza miłość                               | Адам Жуковські                             |
| 2005      | ф | Після сезону                                   | Po sezonie                                    | Леон Кос                                   |
| 2005      | с | Пансіонат "Під трояндою"                       | Pensjonat pod Różą                            | Жигмонт Шармах                             |
| 2006      | ф | Сатана з сьомого класу                         | Szatan z siódmej klasy                        | слуга Леон                                 |
| 2006      | ф | Внутрішня імперія                              | Inland Empire                                 | Марек                                      |
| 2006      | с | Няня                                           | Niania                                        | письменник Зигмунд Харасінскі              |
| 2006—2009 | с | Ранчо                                          | Ranczo                                        | Ян Япіч                                    |

## Цікаві факти
- У деяких газетах та біографіях міститься неправдива інформація про нібито шість шлюбів актора.
- Полюбляв футбол та був уболівальником футбольного клубу «ЛКС Лодзь» (ŁKS Łódź).

## Нагороди
- 1969 — Державна нагорода НДР за найкращу роль року у фільмі «Час кохати» (Zeit zu leben)
- 1999 — відзнака «Кавалер Ордену Відродження Польщі» (Krzyż Kawalerski Orderu Odrodzenia Polski)
- 2002 — нагорода «Золота Жаба» на 10 Міжнародному фестивалі кіноакторської майстерності у м. Лодзь
- 2004 — спеціальна телевізійна нагорода «Телекамера 2004» — «Złote Spinki» (Золоті Запонки)
- 2007 — Польська кінонагорода «Орел» в категорії «Найкраща головна чоловіча роль»